# 55-й отдельный моторизованный понтонно-мостовой батальон
55-й отдельный моторизованный понтонно-мостовой Новгородский Краснознамённый ордена Александра Невского батальон — воинское подразделение в вооружённых силах СССР во время Великой Отечественной войны. Во время войны существовало два формирования батальона под одним и тем же номером.

## 55-й отдельный понтонно-мостовой батальон
В составе действующей армии с 02.07.1941 по 10.08.1941 года.
Находился в составе 55-й танковой дивизии. 03-04.07.1941 выгружался в Новозыбкове, сосредотачивался в районе станций Карховка, Деменка. В августе 1941 года остатки 55-й танковой дивизии вместе с батальоном выведены под Харьков, где 10.08.1941 батальон был расформирован.

### Подчинение
| Дата       | Фронт (округ)                                     | Армия      | Корпус                       | Дивизия               | Бригада | Примечания |
| ---------- | ------------------------------------------------- | ---------- | ---------------------------- | --------------------- | ------- | ---------- |
| 22.06.1941 | Резерв Ставки ГК                                  | 21-я армия | 25-й механизированный корпус | 55-я танковая дивизия | -       | -          |
| 01.07.1941 | Резерв Ставки ГК (Группа армий резерва Ставки ГК) | 21-я армия | 25-й механизированный корпус | 55-я танковая дивизия | -       | -          |
| 10.07.1941 | Западный фронт                                    | 21-я армия | 25-й механизированный корпус | 55-я танковая дивизия | -       | -          |
| 01.08.1941 | Центральный фронт                                 | 21-я армия | 25-й механизированный корпус | 55-я танковая дивизия | -       | -          |

## 55-й отдельный моторизованный понтонно-мостовой Новгородский батальон
Сформирован на базе 30-го понтонно-мостового полка непосредственно после начала боевых действий.
В составе действующей армии с 28.06.1941 по 15.11.1944 и с 09.08.1945 по 03.09.1945 года.
С начала войны обеспечивал войска Северо-Западного фронта, севернее Новгорода отошёл за Волхов. До 1944 года участвовал в боевых действиях на Волхове. С января 1944 года принимает участие в Новгородско-Лужской операции, занимаясь строительством ледовых и мостовых переправ на плацдарм в районе Подберезье. Отличился при освобождении Новгорода, в то время батальоном командовал подполковник Будилов Яков Георгиевич. Затем обеспечивал наступающие войска в дальнейшем наступлении на лужском направлении.
В мае 1944 года переброшен на Свирский оборонительный рубеж, где обеспечивал переправу войск 7-й армии через Свирь, а затем через другие водные преграды. В сентябре 1944 переброшен в Заполярье, где принимал участие в Петсамо-Киркенесской операции. После её окончания находился в резерве, в июне 1945 года переброшен на Дальний Восток, где обеспечивал наступление советских войск во время Маньчжурской операции.

### Награды
| Награда (наименование)               | Дата награждения                                                 | За что получена |
| ------------------------------------ | ---------------------------------------------------------------- | --- |
| Почётное наименование «Новгородский» | Приказ Верховного Главнокомандующего СССР от 21 января 1944 года | За отличие в боях с немецкими захватчиками при освобождении города Новгород. |
| Орден Красного Знамени               | Указ Президиума Верховного Совета СССР от 2 июля 1944 года       | За образцовое выполнение заданий командования в боях с немецко-финскими захватчиками при форсировании реки Свирь, прорыве сильно укреплённой обороны противника и проявленные доблесть и мужество. |
| Орден Александра Невского            | Указ Президиума Верховного Совета СССР от 19 сентября 1945 года  | За образцовое выполнение заданий командования в боях против японских войск на Дальнем Востоке при форсировании реки Уссури, прорыве Хутоусского, Мишаньского, Пограничненского и Дунинского укреплённых районов, овладении городами Мишань, Гирин, Янцзы, Харбин и проявленные при этом доблесть и мужество. |

### Подчинение
| Дата       | Фронт (округ)             | Армия                                     | Корпус | Дивизия | Бригада | Примечания |
| ---------- | ------------------------- | ----------------------------------------- | ------ | ------- | ------- | ---------- |
| 10.07.1941 | Северо-Западный фронт     | -                                         | -      | -       | -       | -          |
| 01.08.1941 | Северо-Западный фронт     | -                                         | -      | -       | -       | -          |
| 01.09.1941 | Северо-Западный фронт     | -                                         | -      | -       | -       | -          |
| 01.10.1941 | Северо-Западный фронт     | -                                         | -      | -       | -       | -          |
| 01.11.1941 | Северо-Западный фронт     | Новгородская оперативная группа           | -      | -       | -       | -          |
| 01.12.1941 | Северо-Западный фронт     | Новгородская армейская оперативная группа | -      | -       | -       | -          |
| 01.01.1942 | Волховский фронт          | 52-я армия                                | -      | -       | -       | -          |
| 01.02.1942 | Волховский фронт          | 52-я армия                                | -      | -       | -       | -          |
| 01.03.1942 | Волховский фронт          | 52-я армия                                | -      | -       | -       | -          |
| 01.04.1942 | Волховский фронт          | 52-я армия                                | -      | -       | -       | -          |
| 01.05.1942 | Ленинградский фронт       | Группа войск Волховского направления      | -      | -       | -       | -          |
| 01.06.1942 | Ленинградский фронт       | Волховская группа войск                   | -      | -       | -       | -          |
| 01.07.1942 | Волховский фронт          | -                                         | -      | -       | -       | -          |
| 01.08.1942 | Волховский фронт          | -                                         | -      | -       | -       | -          |
| 01.09.1942 | Волховский фронт          | 8-я армия                                 | -      | -       | -       | -          |
| 01.10.1942 | Волховский фронт          | 2-я ударная армия                         | -      | -       | -       | -          |
| 01.11.1942 | Волховский фронт          | -                                         | -      | -       | -       | -          |
| 01.12.1942 | Волховский фронт          | -                                         | -      | -       | -       | -          |
| 01.01.1943 | Волховский фронт          | -                                         | -      | -       | -       | -          |
| 01.02.1943 | Волховский фронт          | -                                         | -      | -       | -       | -          |
| 01.03.1943 | Волховский фронт          | 52-я армия                                | -      | -       | -       | -          |
| 01.04.1943 | Волховский фронт          | 52-я армия                                | -      | -       | -       | -          |
| 01.05.1943 | Волховский фронт          | 4-я армия                                 | -      | -       | -       | -          |
| 01.06.1943 | Волховский фронт          | 4-я армия                                 | -      | -       | -       | -          |
| 01.07.1943 | Волховский фронт          | 4-я армия                                 | -      | -       | -       | -          |
| 01.08.1943 | Волховский фронт          | 4-я армия                                 | -      | -       | -       | -          |
| 01.09.1943 | Волховский фронт          | 4-я армия                                 | -      | -       | -       | -          |
| 01.10.1943 | Волховский фронт          | 4-я армия                                 | -      | -       | -       | -          |
| 01.11.1943 | Волховский фронт          | 59-я армия                                | -      | -       | -       | -          |
| 01.12.1943 | Волховский фронт          | 59-я армия                                | -      | -       | -       | -          |
| 01.01.1944 | Волховский фронт          | 59-я армия                                | -      | -       | -       | -          |
| 01.02.1944 | Волховский фронт          | 59-я армия                                | -      | -       | -       | -          |
| 01.03.1944 | Ленинградский фронт       | 54-я армия                                | -      | -       | -       | -          |
| 01.04.1944 | 2-й Прибалтийский фронт   | 22-я армия                                | -      | -       | -       | -          |
| 01.05.1944 | 2-й Прибалтийский фронт   | -                                         | -      | -       | -       | -          |
| 01.06.1944 | 2-й Прибалтийский фронт   | -                                         | -      | -       | -       | -          |
| 01.07.1944 | Карельский фронт          | 7-я армия                                 | -      | -       | -       | -          |
| 01.08.1944 | Карельский фронт          | 7-я армия                                 | -      | -       | -       | -          |
| 01.09.1944 | Карельский фронт          | -                                         | -      | -       | -       | -          |
| 01.10.1944 | Карельский фронт          | -                                         | -      | -       | -       | -          |
| 01.11.1944 | Карельский фронт          | -                                         | -      | -       | -       | -          |
| 01.12.1944 | Резерв Ставки ВГК         | Полевое управление Карельского фронта     | -      | -       | -       | -          |
| 01.01.1945 | Резерв Ставки ВГК         | Резервное фронтовое управление            | -      | -       | -       | -          |
| 01.02.1945 | Резерв Ставки ВГК         | Резервное фронтовое управление            | -      | -       | -       | -          |
| 01.03.1945 | Резерв Ставки ВГК         | Резервное фронтовое управление            | -      | -       | -       | -          |
| 01.04.1945 | Резерв Ставки ВГК         | Резервное фронтовое управление            | -      | -       | -       | -          |
| 01.05.1945 | Резерв Ставки ВГК         | Резервное фронтовое управление            | -      | -       | -       | -          |
| 01.06.1945 | Резерв Ставки ВГК         | Резервное фронтовое управление            | -      | -       | -       | -          |
| 01.07.1945 | Приморская группа войск   | -                                         | -      | -       | -       | -          |
| 01.08.1945 | Приморская группа войск   | 5-я армия                                 | -      | -       | -       | -          |
| 09.08.1945 | 1-й Дальневосточный фронт | 5-я армия                                 | -      | -       | -       | -          |
| 09.08.1945 | 1-й Дальневосточный фронт | 5-я армия                                 | -      | -       | -       | -          |